# Европейски път Е75
Е75 е път, част от европейската пътна мрежа. Той започва от град Вадьо, Норвегия и завършва на юг до град Сития, остров Крит, Гърция. Дължината на маршрута е 5639 км. Това е един от най-дългите европейски пътища и е един от главните такива.
Страни и градове, през които преминава европейски път Е75:
- Норвегия: Вадьо – Вадсьо – Несебю – Варангербод – Тана
- Финландия: Утсйоки – Инари – Ивало – Соданкюля - Рованиеми – Кеми – Оулу – Ювяскюля – Хейнола – Лахти – Хелзинки – ферибот
- Полша: Гдиня – Гданск – Торун – Влоцлавек – Лодз – Пьотърков Трибуналски – Ченстохова – Катовице – Белско-Бяла
- Чехия: Чешки Тешин – Тършинец – Яблунков
- Словакия: Жилина – Братислава
- Унгария: Дьор – Будапеща – Сегед
- Сърбия: Суботица – Нови Сад – Белград – Ниш – Лесковац
- Северна Македония: Куманово – Скопие – Велес – Гевгелия
- Гърция: Солун – Лариса – Ламия – Атина – ферибот – Ханя – Ираклио – Агиос Николаос – Сития